# Karl Heinz Jürging
Karl Heinz Jürging (* 14. Februar 1935 in Ottweiler/Saar; † 3. April 2008 in Schwarzerden) war ein SPD-Politiker und Abgeordneter im rheinland-pfälzischen Landtag.
Aufgewachsen in Schwarzerden bei Kusel und in Weiherbach/Idar-Oberstein. Nach seinem Studium zum Lehrer am Aufbaugymnasium in Alzey übte er seine Lehrertätigkeit an versch. Schulen in Rheinhessen, zuletzt an der Hauptschule Wörrstadt aus. Nach der stellvertretenden Schulleitung an der GS Schornsheim folgte die Schulleitung an der GS Wallertheim. Von 1987 bis 1996 gehörte Jürging für die SPD dem rheinland-pfälzischen Landtag als Abgeordneter an. Auch danach war Jürging noch für den Landkreis Alzey-Worms und seine Heimatgemeinde Wörrstadt politisch tätig. Heimatlich verbunden fühlte er sich nach wie vor mit Schwarzerden, wo Karl Heinz Jürging am 3. April 2008 verstarb.